# كلايس أريكسون
كلايس أريكسون (بالسويدية: Claes Eriksson)‏ هو كاتب سيناريو وملحن وممثل سويدي، ولد في 27 يوليو 1950 في السويد. من الجوائز التي نالها ميدالية الآداب والفنون ‏ سنة 2012.

## جوائز
- ميدالية الآداب والفنون [الإنجليزية]‏ (2012)

## وصلات خارجية
- كلايس أريكسون على موقع IMDb (الإنجليزية)
- كلايس أريكسون على موقع ميوزك برينز (الإنجليزية)
- كلايس أريكسون على موقع أول موفي (الإنجليزية)
- كلايس أريكسون على موقع قاعدة بيانات الأفلام السويدية (السويدية)
- كلايس أريكسون على موقع ديسكوغز (الإنجليزية)
- كلايس أريكسون على موقع قاعدة بيانات الفيلم (الإنجليزية)